# Auveleberg
De Auveleberg is een voormalige heuvel in de Limburgse stad Sittard. De Auveleberg lag in de Sittardse wijk Limbrichterveld op de plaats waar nu het winkelcentrum en de Sint-Pauluskerk liggen, en is in 1967 zonder bodemkundig onderzoek afgegraven.
De Auveleberg is vermoedelijk een Romeinse grafheuvel geweest. Er is heel weinig over bekend. Heel vroeger werd de heuvel ook wel Auvermannsker berg genoemd. De berg leeft voort in de legende van de Auvelmannetjes, Auvelemenkes, Auvermenkes, Alvermannen, een goedaardig kaboutervolk (aardmannetjes of elfen) die hun schuilplaats in de heuvel hadden. Soms kwamen de Auvelemenkes mensen 's nachts helpen mits men ze goed gezind was en voedsel of kleding voor hen neer zette. Vanwege deze Limburgse legende moet de Auveleberg een bijzondere plek geweest zijn. 
Bekend is verder dat er ook mensen werden terechtgesteld (brandstapel, galg etc.) op de Auveleberg.  
Twee Sittardse zaken herinneren nog aan de Auvelenberg:
- er staat een hotel "Auveleberch" op de plaats waar vroeger de heuvel was.
- er is een Sittardse Big Band, de Aubel Band. Deze band heeft zijn roots in de Sittardse wijk Limbrichterveld. Voor 1980 heette de band "Aubelberger Muzikanten". De naam van de band is afgeleid van de Auvelenberg.